# HINODE&SONS
HINODE&SONS株式会社（ヒノデ アンド サンズ）は、岡山県倉敷市に本社を置く、日本の運輸会社グループの持株会社である。

## 概要
株式会社日之出運輸などの企業の株を100%保有する持株会社で、純粋持株会社である。日の出運輸以外のグループ企業には倉庫業・タクシー・人材派遣業もある。2011年（平成23年）の組織改革により、持株会社体制に移行した。

## グループ会社
- 株式会社日の出運輸東日本
- 株式会社日の出運輸西日本
- 新開運輸倉庫株式会社 （一般貨物自動車運送事業、倉庫業、港湾業）
- 株式会社インターナショナルエアーカーゴーシステムインク（国際航空貨物総代理店業）
- フィッタ ジャパン ロジスティカ株式会社 （貨物自動車利用運送取扱事業〈取扱〉）
- ライズイン株式会社（保険代理店業、人材派遣業、油類販売業）
  - ロウズ観光事業部（旅行斡旋業、観光バス事業。旧ロウズ観光株式会社）
  - ALBA AUTO事業部 （自動車点検整備業、新車・中古車販売業。旧ALBA AUTO株式会社）
- 野村交通株式会社（旅客自動車運送事業〈観光バス・タクシー〉、旅行斡旋業）
- 株式会社日の出ネットワークス （フィットネス業、介護事業）

## 沿革
- 1971年（昭和46年） - 倉敷市玉島爪崎（新倉敷駅前）に「有限会社日の出運輸」を設立
- 1976年（昭和51年） - 「株式会社日の出運輸」に改称
- 1978年（昭和53年） - 東京営業所開設
- 1983年（昭和58年） - 倉敷市片島町へ本社を移転
- 1991年（平成 3年） - ロウズ観光を設立
- 2011年（平成23年） - 「HINODE&SONS株式会社」へ社名変更、持株会社となる
- 2017年（平成29年） - 倉敷市船穂町（現所在地）へ本店を新築移転
- 2025年（令和7年） - 東京バスグループに日の出交通の全株式を譲渡。